# Olympische Geschichte Äthiopiens
| Gelbes Symbol für Goldmedaillen mit stilisierten Olympischen Ringen | Graues Symbol für Silbermedaillen mit stilisierten Olympischen Ringen | Braundes Symbol für Bronzemedaillen mit stilisierten Olympischen Ringen |
| ------------------------------------------------------------------- | --------------------------------------------------------------------- | ----------------------------------------------------------------------- |
| 24                                                                  | 15                                                                    | 23                                                                      |

Äthiopien, dessen NOK, das Ethiopian Olympic Committee, 1948 gegründet und 1954 vom IOC anerkannt wurde, nimmt seit 1956 an Olympischen Sommerspielen teil. 1976 folgte Äthiopien dem afrikanischen Boykott der Spiele von Montreal. 1984 und 1988 wurde auf eine Teilnahme verzichtet. 2006 nahm Äthiopien erstmals an Winterspielen teil.
Insgesamt gewannen äthiopische Sportler 62 Medaillen: 24 Gold-, 15 Silber- und 23 Bronzemedaillen. Alle Medaillen wurden in Leichtathletikdisziplinen gewonnen.

## Allgemeine Übersicht

### 1956 bis 1972

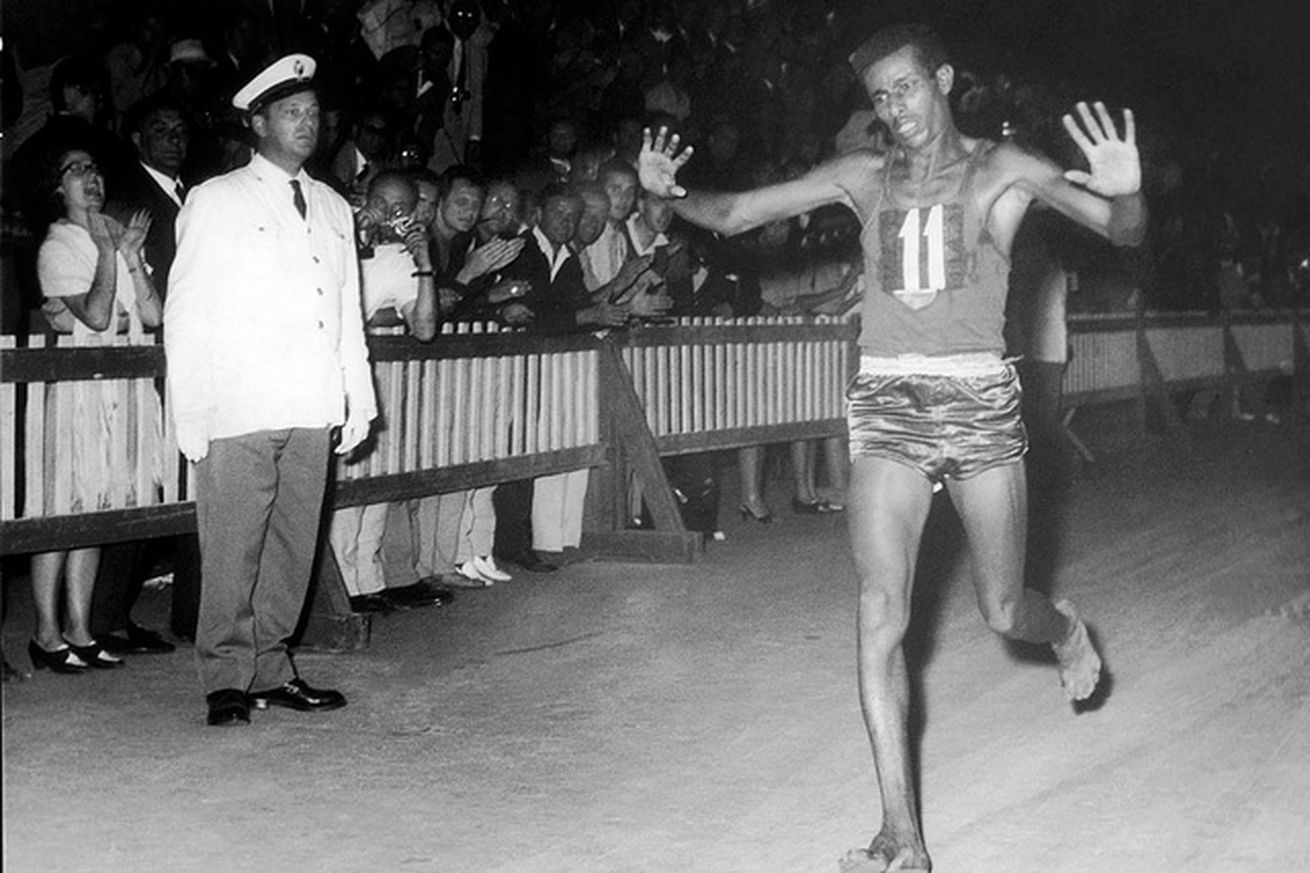
Abebe Bikila gewinnt 1960 im Marathon die erste Olympiamedaille Äthiopiens

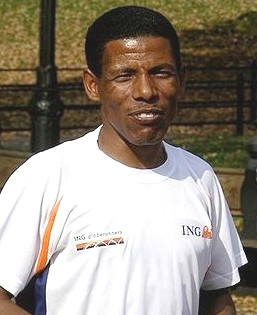
Der zweifache Olympiasieger Haile Gebrselassie

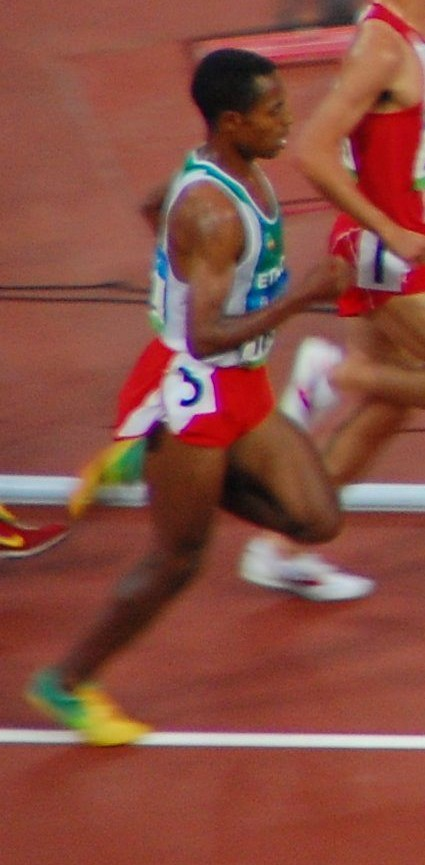
Der erfolgreichste Mann: Kenenisa Bekele (3 × Gold, 1 × Silber)

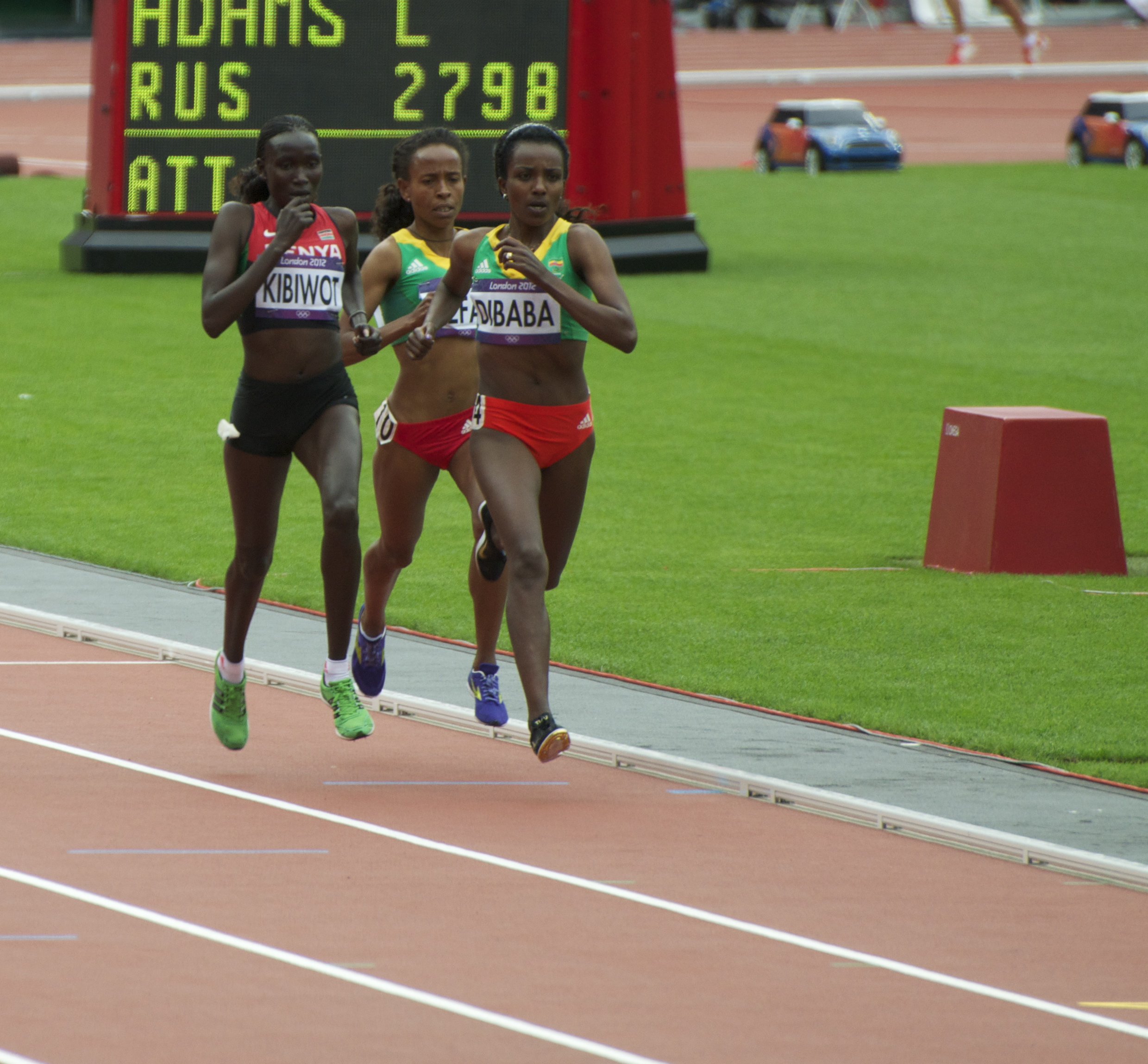
Mit 3 × Gold und 3 × Bronze erfolgreichste Teilnehmerin überhaupt: Tirunesh Dibaba (vorne)

Erstmals wurde eine äthiopische Mannschaft zu den Sommerspielen von Melbourne 1956 entsandt. Zwölf Männer traten in der Leichtathletik und im Radsport an, blieben aber erfolglos. 1960 in Rom konnte der erste Medaillengewinn, zugleich der erste Olympiasieg, gefeiert werden. Der Marathonläufer Abebe Bikila gewann die Goldmedaille. Besonders bemerkenswert war dies, weil er den Wettkampf barfuß bestritt.
Bikila konnte seinen Olympiasieg 1964 in Tokio wiederholen, diesmal lief er mit Laufschuhen. Er war somit der erste Marathonolympiasieger, der seinen Titel verteidigen konnte. Erstmals nahmen äthiopische Boxer am olympischen Turnier teil. Auch 1968 in Mexiko-Stadt kam der Olympiasieger im Marathon aus Äthiopien, diesmal siegte Mamo Wolde, der zudem Silber im 10.000-Meter-Lauf gewann.
Zwei Bronzemedaillen kamen 1972 in München hinzu: Mamo Wolde im Marathon und Miruts Yifter über 10.000 Meter.

### 1976 bis 1988
1976 war Äthiopien eines der 28 afrikanischen Länder, das die Spiele von Montreal boykottierte. Grund war die Tour einer der neuseeländischen Rugby-Union-Mannschaft durch Südafrika, die damit den internationalen Sportbann gegen das Apartheid-Regime gebrochen hatte.
1980 in Moskau gingen mit Fantaye Sirak und Amsale Woldegibriel erstmals äthiopische Frauen an den Start. Miruts Yifter wurde mit seinen Siegen über 5000 und 10.000 Meter der erste äthiopische Doppelolympiasieger. Zwei Bronzemedaillen kamen durch Mohamed Kedir über 10.000 Meter und Eshetu Tura über 3000 Meter Hindernis hinzu.
1984 folgte man dem Boykottaufruf der sozialistischen Länder für die Spiele von Los Angeles. Auch den Spielen von Seoul 1988 blieb Äthiopien fern. Man solidarisierte sich mit Nordkorea, dass die Spiele boykottierte.

### Ab 1992
1992 in Barcelona konnte der erste Medaillengewinn, zugleich der erste Olympiasieg, einer Frau gefeiert werden. Derartu Tulu gewann den 10.000-Meter-Lauf. Fita Bayissa gewann zudem Bronze über 5000 Meter, Addis Abebe über 10.000 Meter. 1996 in Atlanta gewannen Haile Gebrselassie über 10.000 Meter und Fatuma Roba im Marathon Gold. Gete Wami gewann Bronze über 10.000 Meter.
Mit acht Medaillen waren die Spiele von Sydney 2000 die erfolgreichsten Spiele für Äthiopien. Gebrselassie verteidigte seinen Titel über 10.000 Meter. Tulu gewann nach 1996 ebenfalls das 10.000-Meter-Rennen. Million Wolde gewann über 5000 Meter und Gezahegne Abera den Marathonlauf. Gete Wami holte Silber über 10.000 Meter und Bronze über 5000 Meter. Dazu kamen Bronzemedaillen im Marathonlauf der Männer durch Tesfaye Tola und im 10.000-Meter-Lauf der Männer durch Assefa Mezgebu.
Die Langstreckenläufer holten 2004 in Athen sieben Medaillen. Zwei Goldmedaillen durch Kenenisa Bekele (10.000 m) und Meseret Defar (5000 m) wurden durch drei Silbermedaillen durch Bekele (5000 m), Sileshi Sihine (10.000 m) und Ejagayehu Dibaba (10.000 m) und zwei Bronzemedaillen durch Tirunesh Dibaba (5000 m) und Derarta Tulu (10.000 m) ergänzt.
2006 in Turin nahm mit dem Langläufer Robel Teklemariam erstmals ein äthiopische Wintersportler teil. Teklemariam war auch der einzige äthiopische Teilnehmer bei den Spielen von Vancouver 2010.
Vier Goldmedaillen durch zwei Athleten folgten bei den Spielen von Peking 2008. Tirunesh Dibaba und Kenenisa Bekele triumphierten jeweils über 5000 und 10.000 Meter. Sileshi Sihine gewann Silber über 10.000 Meter, Meseret Defar Silber über 5000 m und Tsegay Kebede Bronze im Marathonlauf.
2012 in London konnte Tirunesh Dibaba als erste Frau ihren Olympiasieg über 10.000 Meter verteidigen. Mit drei Gold- und drei Bronzemedaillen (eine Bronzemedaille über 5000 Meter in London und eine über 10.000 Meter in Rio kamen hinzu) ist sie die erfolgreichste Teilnehmerin (geschlechterübergreifend) Äthiopiens bei Olympischen Spielen. Tiki Gelana im Marathonlauf sowie Meseret Defar über 5000 Meter gewannen ebenfalls Gold. Silber durch Sofia Assefa über 3000 Meter Hindernis und Dejen Gebremeskel über 5000 Meter, sowie Dibabas Bronzemedaille über 5000 Meter, Tariku Bekele über 10.000 Meter und Abeba Aregawi über 1500 Meter kamen hinzu. In London nahmen erstmals äthiopische Schwimmer an Olympischen Spielen teil.
Auch in Rio de Janeiro 2016 gewannen äthiopische Athleten acht Medaillen. Es gelang jedoch nur ein Olympiasieg durch Almaz Ayana über 10.000 Meter. Während Genzebe Dibaba über 1500 Meter und Feyisa Lilesa im Marathonlauf Silber gewannen, gingen Bronzemedaillen an Tirunesh Dibaba (10.000 m), Tamirat Tola (10.000 m), Mare Dibaba (Marathonlauf), Almaz Ayana (5000 m) und Hagos Gebrhiwet (5000 m).
2020 in Tokio gewannen Äthiopier vier Medaillen. Selemon Barega wurde Olympiasieger über 10.000 m. Lamecha Girma gewann Silber über 3000 m Hindernis. Bronzemedaillen errangen Gudaf Tsegay über 5000 m und Letesenbet Gidey über 10.000 m.

## IOC-Mitglieder
Seit 2013 ist Dagmawit Girmay Berhane, Präsidentin des äthiopischen Badminton-Verbandes, Mitglied des IOC.

## Übersicht der Teilnehmer

### Sommerspiele
| Jahr      | Athleten           | Athleten           | Athleten           | Sportarten         | Sportarten         | Sportarten         | Sportarten         | Sportarten         | Medaillen          | Medaillen          | Medaillen          | Medaillen          | Medaillen          |
| Jahr      | Gesamt             |                    |                    |                    |                    |                    |                    |                    |                    |                    |                    | Medaillen – Gesamt | Rang               |
| --------- | ------------------ | ------------------ | ------------------ | ------------------ | ------------------ | ------------------ | ------------------ | ------------------ | ------------------ | ------------------ | ------------------ | ------------------ | ------------------ |
| 1896–1952 | nicht teilgenommen | nicht teilgenommen | nicht teilgenommen | nicht teilgenommen | nicht teilgenommen | nicht teilgenommen | nicht teilgenommen | nicht teilgenommen | nicht teilgenommen | nicht teilgenommen | nicht teilgenommen | nicht teilgenommen | nicht teilgenommen |
| 1956      | 12                 | 12                 | 0                  |                    | 8                  | 4                  |                    |                    |                    |                    |                    |                    |                    |
| 1960      | 10                 | 10                 | 0                  |                    | 5                  | 5                  |                    |                    | 1                  |                    |                    | 1                  | 21                 |
| 1964      | 12                 | 12                 | 0                  | 3                  | 5                  | 4                  |                    |                    | 1                  |                    |                    | 1                  | 24                 |
| 1968      | 18                 | 18                 | 0                  | 4                  | 9                  | 5                  |                    |                    | 1                  | 1                  |                    | 2                  | 25                 |
| 1972      | 31                 | 31                 | 0                  | 5                  | 20                 | 6                  |                    |                    |                    |                    | 2                  | 2                  | 41                 |
| 1976      | nicht teilgenommen | nicht teilgenommen | nicht teilgenommen | nicht teilgenommen | nicht teilgenommen | nicht teilgenommen | nicht teilgenommen | nicht teilgenommen | nicht teilgenommen | nicht teilgenommen | nicht teilgenommen | nicht teilgenommen | nicht teilgenommen |
| 1980      | 41                 | 39                 | 2                  | 8                  | 25                 | 8                  |                    |                    | 2                  |                    | 2                  | 4                  | 17                 |
| 1984–1988 | nicht teilgenommen | nicht teilgenommen | nicht teilgenommen | nicht teilgenommen | nicht teilgenommen | nicht teilgenommen | nicht teilgenommen | nicht teilgenommen | nicht teilgenommen | nicht teilgenommen | nicht teilgenommen | nicht teilgenommen | nicht teilgenommen |
| 1992      | 20                 | 14                 | 6                  |                    | 15                 | 5                  |                    |                    | 1                  |                    | 2                  | 3                  | 33                 |
| 1996      | 18                 | 10                 | 8                  | 2                  | 16                 |                    |                    |                    | 2                  |                    | 1                  | 3                  | 34                 |
| 2000      | 26                 | 15                 | 11                 | 2                  | 24                 |                    |                    |                    | 4                  | 1                  | 3                  | 8                  | 20                 |
| 2004      | 26                 | 14                 | 12                 | 2                  | 24                 |                    |                    |                    | 2                  | 3                  | 2                  | 7                  | 28                 |
| 2008      | 27                 | 14                 | 13                 |                    | 27                 |                    |                    |                    | 4                  | 2                  | 1                  | 7                  | 18                 |
| 2012      | 33                 | 18                 | 15                 |                    | 31                 |                    | 2                  |                    | 3                  | 2                  | 3                  | 7                  | 24                 |
| 2016      | 38                 | 18                 | 20                 |                    | 35                 | 1                  | 2                  |                    | 1                  | 2                  | 5                  | 8                  | 44                 |
| 2020      | 36                 | 17                 | 19                 |                    | 33                 | 1                  | 1                  | 1                  | 1                  | 1                  | 2                  | 4                  | 56                 |
| 2024      | 33                 | 16                 | 17                 |                    | 32                 |                    | 1                  |                    | 1                  | 3                  |                    | 4                  | 47                 |
| Gesamt    | Gesamt             | Gesamt             | Gesamt             | Gesamt             | Gesamt             | Gesamt             | Gesamt             | Gesamt             | 24                 | 15                 | 23                 | 62                 |                    |

### Winterspiele
| Jahr      | Athleten           | Athleten           | Athleten           | Sportarten         | Medaillen          | Medaillen          | Medaillen          | Medaillen          | Medaillen          |
| Jahr      | Gesamt             |                    |                    |                    |                    |                    |                    | Medaillen – Gesamt | Rang               |
| --------- | ------------------ | ------------------ | ------------------ | ------------------ | ------------------ | ------------------ | ------------------ | ------------------ | ------------------ |
| 1924–2002 | nicht teilgenommen | nicht teilgenommen | nicht teilgenommen | nicht teilgenommen | nicht teilgenommen | nicht teilgenommen | nicht teilgenommen | nicht teilgenommen | nicht teilgenommen |
| 2006      | 1                  | 1                  | 0                  | 1                  |                    |                    |                    |                    |                    |
| 2010      | 1                  | 1                  | 0                  | 1                  |                    |                    |                    |                    |                    |
| 2014–2022 | nicht teilgenommen | nicht teilgenommen | nicht teilgenommen | nicht teilgenommen | nicht teilgenommen | nicht teilgenommen | nicht teilgenommen | nicht teilgenommen | nicht teilgenommen |
| Gesamt    | Gesamt             | Gesamt             | Gesamt             | Gesamt             | 0                  | 0                  | 0                  | 0                  |                    |

## Liste der Medaillengewinner

### Goldmedaillen
| Name               | Spiele              | Sportart       | Disziplin    |
| ------------------ | ------------------- | -------------- | ------------ |
| Abebe Bikila       | 1960 Rom            | Leichtathletik | Marathon     |
| Abebe Bikila       | 1964 Tokio          | Leichtathletik | Marathon     |
| Mamo Wolde         | 1968 Mexiko-Stadt   | Leichtathletik | Marathon     |
| Miruts Yifter      | 1980 Moskau         | Leichtathletik | 5000 Meter   |
| Miruts Yifter      | 1980 Moskau         | Leichtathletik | 10.000 Meter |
| Derartu Tulu       | 1992 Barcelona      | Leichtathletik | 10.000 Meter |
| Haile Gebrselassie | 1996 Atlanta        | Leichtathletik | 10.000 Meter |
| Fatuma Roba        | 1996 Atlanta        | Leichtathletik | Marathon     |
| Gezahegne Abera    | 2000 Sydney         | Leichtathletik | Marathon     |
| Haile Gebrselassie | 2000 Sydney         | Leichtathletik | 10.000 Meter |
| Derartu Tulu       | 2000 Sydney         | Leichtathletik | 10.000 Meter |
| Million Wolde      | 2000 Sydney         | Leichtathletik | 5000 Meter   |
| Kenenisa Bekele    | 2004 Athen          | Leichtathletik | 10.000 Meter |
| Meseret Defar      | 2004 Athen          | Leichtathletik | 5000 Meter   |
| Kenenisa Bekele    | 2008 Peking         | Leichtathletik | 10.000 Meter |
| Kenenisa Bekele    | 2008 Peking         | Leichtathletik | 5000 Meter   |
| Tirunesh Dibaba    | 2008 Peking         | Leichtathletik | 10.000 Meter |
| Tirunesh Dibaba    | 2008 Peking         | Leichtathletik | 5000 Meter   |
| Meseret Defar      | 2012 London         | Leichtathletik | 5000 Meter   |
| Tirunesh Dibaba    | 2012 London         | Leichtathletik | 10.000 Meter |
| Tiki Gelana        | 2012 London         | Leichtathletik | Marathon     |
| Almaz Ayana        | 2016 Rio de Janeiro | Leichtathletik | 10.000 Meter |
| Selemon Barega     | 2020 Tokio          | Leichtathletik | 10.000 Meter |
| Tamirat Tola       | 2024 Paris          | Leichtathletik | Marathon     |

### Silbermedaillen
| Name              | Spiele              | Sportart       | Disziplin            |
| ----------------- | ------------------- | -------------- | -------------------- |
| Mamo Wolde        | 1968 Mexiko-Stadt   | Leichtathletik | 10.000 Meter         |
| Gete Wami         | 2000 Sydney         | Leichtathletik | 10.000 Meter         |
| Kenenisa Bekele   | 2004 Athen          | Leichtathletik | 5000 Meter           |
| Ejegayehu Dibaba  | 2004 Athen          | Leichtathletik | 10.000 Meter         |
| Sileshi Sihine    | 2004 Athen          | Leichtathletik | 10.000 Meter         |
| Meseret Defar     | 2008 Peking         | Leichtathletik | 5000 Meter           |
| Sileshi Sihine    | 2008 Peking         | Leichtathletik | 10.000 Meter         |
| Dejen Gebremeskel | 2012 London         | Leichtathletik | 5000 Meter           |
| Sofia Assefa      | 2012 London         | Leichtathletik | 3000 Meter Hindernis |
| Genzebe Dibaba    | 2016 Rio de Janeiro | Leichtathletik | 1500 Meter           |
| Feyisa Lilesa     | 2016 Rio de Janeiro | Leichtathletik | Marathon             |
| Lamecha Girma     | 2020 Tokio          | Leichtathletik | 3000 Meter Hindernis |
| Worknesh Mesele   | 2024 Paris          | Leichtathletik | 800 m                |
| Tigist Assefa     | 2024 Paris          | Leichtathletik | Marathon             |
| Addisu Yihune     | 2024 Paris          | Leichtathletik | 5000 m               |

### Bronzemedaillen
| Name             | Spiele              | Sportart       | Disziplin            |
| ---------------- | ------------------- | -------------- | -------------------- |
| Mamo Wolde       | 1972 München        | Leichtathletik | Marathon             |
| Miruts Yifter    | 1972 München        | Leichtathletik | 10.000 Meter         |
| Mohamed Kedir    | 1980 Moskau         | Leichtathletik | 10.000 Meter         |
| Eshetu Tura      | 1980 Moskau         | Leichtathletik | 3000 Meter Hindernis |
| Addis Abebe      | 1992 Barcelona      | Leichtathletik | 10.000 Meter         |
| Fita Bayissa     | 1992 Barcelona      | Leichtathletik | 5000 Meter           |
| Gete Wami        | 1996 Atlanta        | Leichtathletik | 10.000 Meter         |
| Assefa Mezgebu   | 2000 Sydney         | Leichtathletik | 10.000 Meter         |
| Tesfaye Tola     | 2000 Sydney         | Leichtathletik | Marathon             |
| Gete Wami        | 2000 Sydney         | Leichtathletik | 5000 Meter           |
| Tirunesh Dibaba  | 2004 Athen          | Leichtathletik | 5000 Meter           |
| Derartu Tulu     | 2004 Athen          | Leichtathletik | 10.000 Meter         |
| Tsegay Kebede    | 2008 Peking         | Leichtathletik | Marathon             |
| Sofia Assefa     | 2012 London         | Leichtathletik | 3000 Meter Hindernis |
| Tariku Bekele    | 2012 London         | Leichtathletik | 10.000 Meter         |
| Tirunesh Dibaba  | 2012 London         | Leichtathletik | 5000 Meter           |
| Almaz Ayana      | 2016 Rio de Janeiro | Leichtathletik | 5000 Meter           |
| Tirunesh Dibaba  | 2016 Rio de Janeiro | Leichtathletik | 10.000 Meter         |
| Mare Dibaba      | 2016 Rio de Janeiro | Leichtathletik | Marathon             |
| Hagos Gebrhiwet  | 2016 Rio de Janeiro | Leichtathletik | 5000 Meter           |
| Tamirat Tola     | 2016 Rio de Janeiro | Leichtathletik | 10.000 Meter         |
| Gudaf Tsegay     | 2020 Tokio          | Leichtathletik | 5000 Meter           |
| Letesenbet Gidey | 2020 Tokio          | Leichtathletik | 10.000 Meter         |

## Medaillen nach Sportart
| Sportart       | Gold | Silber | Bronze | Gesamt |
| Leichtathletik | 24   | 15     | 23     | 62     |
| Gesamt         | 24   | 15     | 23     | 62     |